# Stephanollona elimata
Stephanollona elimata är en mossdjursart som först beskrevs av Campbell Easter Waters 1887.  Stephanollona elimata ingår i släktet Stephanollona och familjen Phidoloporidae. Inga underarter finns listade i Catalogue of Life.